# Mogami (1935)
El Mogami (最上?) fue un crucero pesado japonés que daba nombre a su clase, la clase Mogami, construido en los astilleros de Mitsubishi en Nagasaki.

## Historial de servicio
El Mogami, inicialmente clasificado como crucero ligero, estaba adscrito a la 7.ª flotilla de cruceros. Contaba con la capacidad de lanzar 1 hidroavión por cada banda. Inicialmente armado con torretas triples de 155 mm, posteriormente fue reconvertido a crucero pesado y equipado con torretas dobles de 205 mm. Su construcción rediseñado después de acusar defectos estructurales resultó finalmente ser muy robusta, era de reducto central para los emplazamientos de torpedos, con innovaciones en disposición estructurales y eléctricas, no así en la habitabilidad. 

### Segunda Guerra Mundial

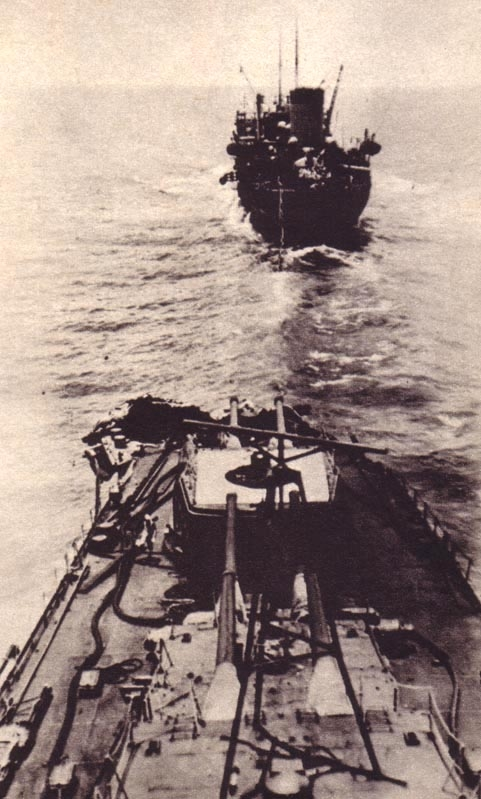
El Mogami con su proa destruida después de la Batalla de Midway siendo petroleado por el Nichiei Maru.

Durante la batalla de Midway formó parte de la fuerza de apoyo para los desembarcos. Debido al fatal resultado la batalla, recibió la orden de atacar Midway con su artillería. Mientras se dirigía a cumplimentar la orden, esta es cancelada y retorna. Al amanecer del 6 de junio de 1942, embistió accidentalmente a su nave gemela el Mikuma, resultando este gravemente averiado. El Mogami perdió su primer tercio de proa.
Al retirarse ambas naves dañadas, fueron atacadas por aviones estadounidenses, que hundieron al Mikuma. 
El Mogami fue el siguiente en ser alcanzado y bombardeado hasta cinco veces por la aviación americana, causándole graves daños estructurales y muchas bajas. A duras penas logró llegar a Truk como una ruina flotante. Allí se le realizaron reparaciones de emergencia para posteriormente partir hacia Rabaul donde nuevamente fue bombardeado, pero sin recibir apenas daños, logrando luego llegar por fin a Kure, donde fue parcialmente desmantelado. Se le dotó de artillería antiaérea, se eliminaron las torretas de popa y, reconvertido en un híbrido, se le colocó a popa una cubierta para 11 hidroaviones del mismo modo que a los acorazados clase Ise, pasando a ser un crucero portaaviones.
Participó luego en la batalla del Mar de Filipinas en el marco de la Operación A-Go, que tuvo desastrosos resultados para el Japón.

#### Hundimiento

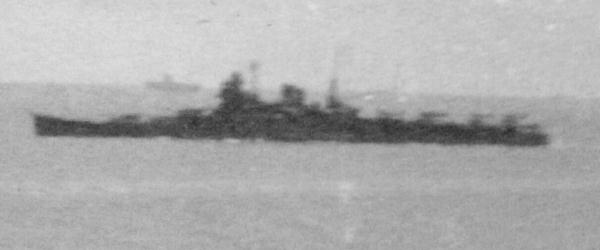
Fotografía difusa del crucero Mogami, convertido en portahidroaviones (1944.)

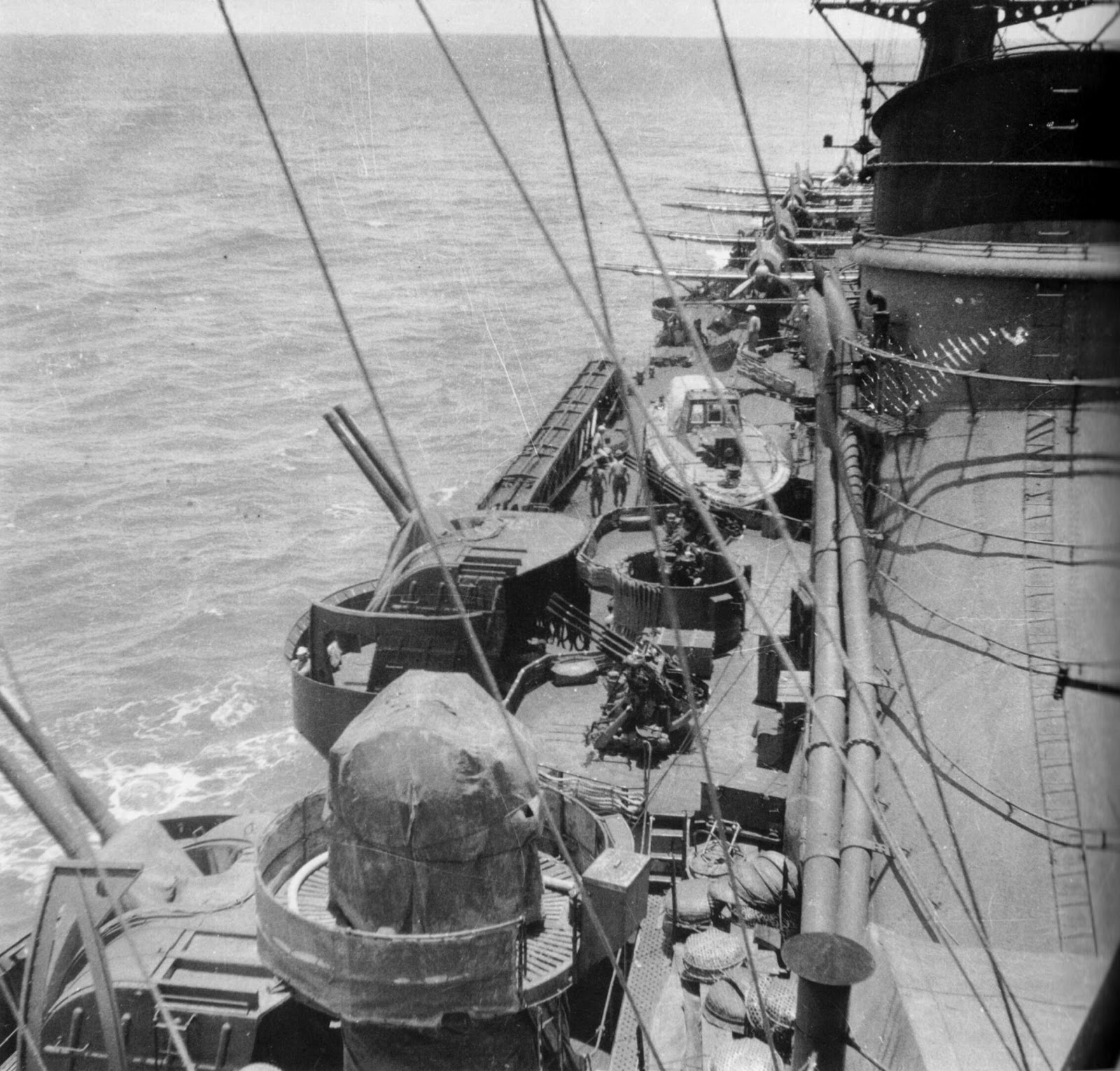
Vista del Mogami en 1943 reconvertido, obsérvese a popa los hidroaviones alineados.

Durante la batalla del estrecho de Surigao en el marco de la Operación Sho-Ichi, el Mogami fue el único sobreviviente de la desgraciada incursión de Nishimura, donde se hundieron los veteranos acorazados Fusō y Yamashiro, cuyo fin era sorprender a la flota americana a la salida del estrecho. Esta acción se conocería como la batalla del Golfo de Leyte. Gravemente tocado en la superestructura del puente, no resultó hundido al figurar el último en la formación japonesa junto al destructor Shigure, mientras que los estadounidenses concentraron su artillería en las siluetas más grandes que aparecían en su radar. El Mogami semidestruido dio la vuelta para intentar salir de la trampa y a baja velocidad.
Durante la penosa salida del estrecho, a una velocidad de 8 nudos, fue embestido accidentalmente por alcance a las 4:29 horas por el crucero Nachi que venía en reconocimiento junto al crucero Ashigara, los daños producidos en la popa, a babor del Nachi tendrían consecuencias a posteriori para este último.  Entre las 4:30 y las 5 horas explosionó un montaje de 5 torpedos en el Mogami destruyendo su cuarto de máquinas y quedando al garete.
El 25 de octubre de 1944, fue alcanzado nuevamente a las 5:30 horas por lanchas torpederas y atacado por fuerzas de la Task Force 77.4.1 de la aviación embarcada estadounidense, el Mogami logró derribar a algunos de sus agresores, hasta ser nuevamente convertido en una ruina flotante en el mar de Bohol. El destructor Akebono es despachado de Corón para auxiliar al condenado crucero y dar remolque. Al llegar, el crucero presentó tal gravedad de daños que se tomó la determinación de rematarlo.
La tripulación del Mogami sufrió la pérdida de 192 miembros y los sobrevivientes fueron transferidos al destructor Akebono, que hundió por torpedo al crucero en el Mar de Bohol para evitar su captura. Sus restos descansan a más de 1,45 km de profundidad.

## Pecio
Los restos del crucero Mogami fueron descubiertos en una sola pieza por el navío de investigación oceanográfica de Paul Allen, el RV Petrel el 8 de mayo de 2019 y descansan a 1.450 m de profundidad.